# Georg Wroblewski
Georg Wroblewski (* 28. Oktober 1921; † 5. November 1999) war ein deutscher Offizier in der Luftwaffe der Wehrmacht und später der Luftwaffe der Bundeswehr. 
Wroblewski trat in die Luftwaffe der Wehrmacht ein und wurde zum Jagdflieger ausgebildet. Am 1. Februar 1942 erreichte ihn die Beförderung zum Leutnant. Nachdem er am 14. Juli 1943 Angehöriger der 3. Staffel des Jagdgeschwaders 27 war, wechselte er anschließend zur 5. Staffel des Jagdgeschwaders 11. Hier wurde er am 11. Januar 1944, mit seiner Messerschmitt Bf 109 G-6, vom Heckmaschinengewehr eines schweren Bombers Boeing B-17 getroffen und stürzte bei Gandersheim ab. Er überlebte verletzt und saß bald wieder im Flugzeug. Am 12. Mai 1944 lieferte er sich mit seiner Messerschmitt Bf 109 G-6 nahe Monzernheim einen Luftkampf mit einer North American P-51 und musste anschließend notlanden. Schon am 19. September 1944 wurde er erneut von einer P-51 bei Bathmen/Holland abgeschossen. Am 18. Februar 1945 übernahm er als Staffelkapitän die 5. Staffel des Jagdgeschwaders 11 bevor er am 22. März 1945 auf dem Flugplatz Strausberg notlanden musste und sich dabei verletzte.
In der Nachkriegszeit war er Kommandeur Fliegende Gruppe des Jagdbombergeschwaders 34 in Memmingen und ab dem 28. Dezember 1962 Kommodore des Jagdbombergeschwaders 33 in Büchel als Nachfolger von Walter Krupinski:247 sowie in einer Verwendung Militärattaché an der deutschen Botschaft in Washington, D.C. und stellvertretender Kommandeur der 3. Luftwaffendivision.:131 Er ging als Brigadegeneral in den Ruhestand.